# Dies irae

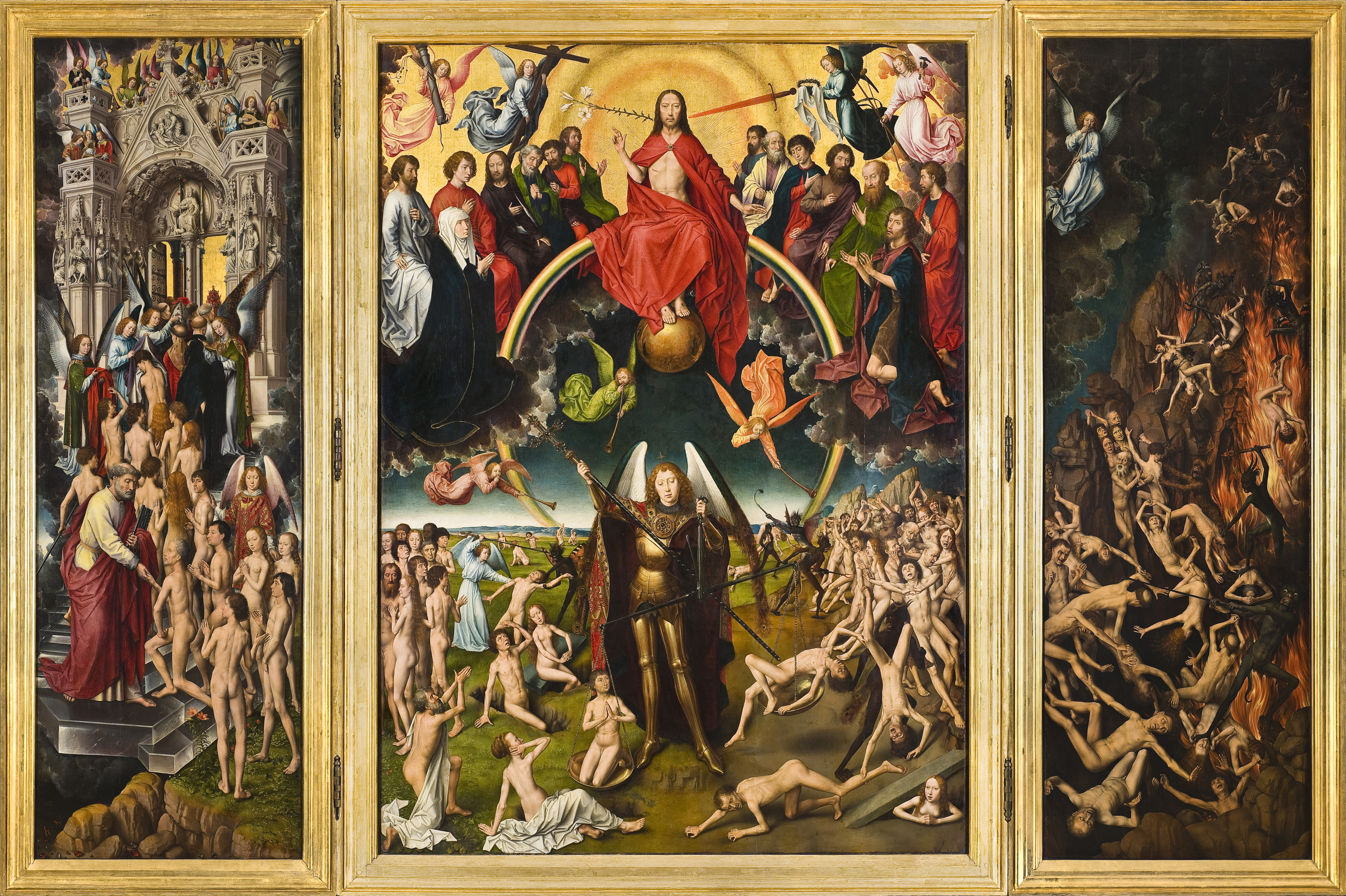
Das Jüngste Gericht (Hans Memling um 1470)

Dies irae (lat. „Tag des Zorns“, häufig auch in der mittellateinischen Form Dies ire) ist der Anfang eines mittelalterlichen Hymnus über das Jüngste Gericht. Vom 14. Jahrhundert bis 1970 wurde er im römischen Ritus als Sequenz der Totenmesse gesungen und ist heute nur noch in der außerordentlichen Form des römischen Ritus Bestandteil des Requiems; außerdem kann er „ad libitum“ im Stundengebet des römischen Ritus an Allerseelen und in der letzten Woche des Kirchenjahres verwendet werden. Der Text wurde durch das Konzil von Trient (1545–1563) als fester Bestandteil des Requiems bestätigt. Als Autor wird traditionell Thomas von Celano angesehen, ein Freund und Biograph des hl. Franz von Assisi; diese Zuschreibung ist allerdings umstritten.

## Der Hymnus
Gregorianische Melodieⓘ
(lateinisch gesungen)
Das Dies irae, gelegentlich einfach als Totensequenz bezeichnet, weist ein alternierendes, akzentuierendes trochäisches Versmaß auf. Der Hymnus besteht aus zunächst 17 dreizeiligen Strophen und wird durch drei zweizeilige Strophen beendet. Alle Verse einer Strophe reimen sich am Ende. Er ist ein radikaler Bruch mit der antiken Hymnendichtung, unter anderem durch die Verwendung von Endreim und akzentuierender Betonung (Rhythmus) statt der älteren metrischen Versmaße, die auf Silbenlänge und -kürze beruhten. Seine Melodie wurde in älteren Vertonungen lautstark gesungen.
Inhaltlich orientiert sich der Hymnus an Zef 1,15  in der Version der Vulgata:

„dies irae dies illa / dies tribulationis et angustiae / dies calamitatis et miseriae / dies tenebrarum et caliginis / dies nebulae et turbinis“
„Ein Tag des Zorns ist jener Tag, ein Tag der Not und der Beklemmung, ein Tag des Unglücks und des Elends, ein Tag der Dunkelheit und der Finsternis, ein Tag des Nebels und des Sturmes“

## Lateinischer Originaltext und deutsche Übertragung
Die erste Übersetzung orientiert sich wörtlich am lateinischen Original; die inhaltlich freiere Übertragung in der rechten Spalte erhält dessen Versmaß und Reim aufrecht.
| Dies irae dies illa, Solvet saeclum in favilla: Teste David cum Sibylla.           | Tag des Zornes, jener Tag wird die zeitliche Welt in Asche auflösen gemäß dem Zeugnis Davids und der Sibylla.                      | Tag der Rache, Tag der Sünden, Wird das Weltall sich entzünden, wie Sibyll und David künden.             |
| Quantus tremor est futurus, Quando iudex est venturus, Cuncta stricte discussurus! | Welch großes Beben wird sein, wenn der Richter erscheint zur strengen Prüfung von allem.                                           | Welch ein Graus wird sein und Zagen, Wenn der Richter kommt, mit Fragen Streng zu prüfen alle Klagen!    |
| Tuba mirum spargens sonum Per sepulcra regionum Coget omnes ante thronum.          | Der schrille Klang der Posaune Durch die Gräber der Regionen, zwingt alle vor den Thron.                                           | Laut wird die Posaune klingen, Durch der Erde Gräber dringen, Alle hin zum Throne zwingen.               |
| Mors stupebit et natura, Cum resurget creatura, Iudicanti responsura.              | Es staunt der Tod und die Natur, wenn sich die Kreatur erhebt, um dem Richter zu antworten.                                        | Schaudernd sehen Tod und Leben Sich die Kreatur erheben, Rechenschaft dem Herrn zu geben.                |
| Liber scriptus proferetur, In quo totum continetur, Unde mundus iudicetur.         | Ein beschriebenes Buch wird vorgetragen, in welchem alles enthalten ist, wonach die Welt zu richten ist.                           | Und ein Buch wird aufgeschlagen, Treu darin ist eingetragen Jede Schuld aus Erdentagen.                  |
| Iudex ergo cum sedebit, Quidquid latet apparebit: Nil inultum remanebit.           | Wenn der Richter also dort sitzt, wird alles Verborgene ans Tageslicht kommen, nichts bleibt ungesühnt zurück.                     | Sitzt der Richter dann zu richten, Wird sich das Verborgne lichten; Nichts kann vor der Strafe flüchten. |
| Quid sum miser tunc dicturus? Quem patronum rogaturus, Cum vix iustus sit securus? | Was werde ich Armer dann sagen, welchen Schutzpatron mir suchen, wenn ein Gerechter kaum sicher ist?                               | Weh! Was werd ich Armer sagen? Welchen Anwalt mir erfragen, Wenn Gerechte selbst verzagen?               |
| Rex tremendae maiestatis, Qui salvandos salvas gratis: Salva me, fons pietatis.    | König von schrecklicher Gewalt, was zu retten ist, rettest du umsonst, rette mich, Quelle der Güte.                                | König schrecklicher Gewalten, Frei ist Deiner Gnade Schalten: Gnadenquell, lass Gnade walten!            |
| Recordare Iesu pie, Quod sum causa tuae viae: Ne me perdas illa die.               | Denke daran, gütiger Jesus, ich bin die Ursache deines Lebensweges, vernichte mich nicht an jenem Tage.                            | Milder Jesus, wollst erwägen, Dass Du kamest meinetwegen, Schleudre mir nicht Fluch entgegen.            |
| Quaerens me, sedisti lassus: Redemisti crucem passus: Tantus labor non sit cassus. | Auf der Suche nach mir setztest du dich erschöpft nieder, erlittest das Kreuz zur Erlösung, solche Mühe soll nicht vergebens sein. | Bist mich suchend müd gegangen, Mir zum Heil am Kreuz gehangen, Mög dies Mühn zum Ziel gelangen.         |
| Iuste iudex ultionis, Donum fac remissionis, Ante diem rationis.                   | Gerechter Richter der Rache, mach ein Geschenk der Vergebung vor dem Tag des letzten Gerichts.                                     | Richter Du gerechter Rache, Nachsicht üb in meiner Sache Eh ich zum Gericht erwache.                     |
| Ingemisco, tamquam reus: Culpa rubet vultus meus: Supplicanti parce Deus.          | Ich seufze auf wie ein Schuldiger, die Schuld rötet mein Gesicht, den Bittenden verschone, Gott.                                   | Seufzend steh ich schuldbefangen, Schamrot glühen meine Wangen, Lass mein Bitten Gnad erlangen.          |
| Qui Mariam absolvisti, Et latronem exaudisti, Mihi quoque spem dedisti.            | Der du Maria freigesprochen hast, und den Schächer erhört hast, hast du auch mir Hoffnung gegeben.                                 | Hast vergeben einst Marien, Hast dem Schächer dann verziehen, Hast auch Hoffnung mir verliehen.          |
| Preces meae non sunt dignae: Sed tu bonus fac benigne, Ne perenni cremer igne.     | Meine Bitten sind nicht würdig, doch du, Guter, gib in deiner Güte, dass ich nicht im ewigen Feuer verbrenne.                      | Wenig gilt vor Dir mein Flehen; Doch aus Gnade lass geschehen, Dass ich mög der Höll entgehen.           |
| Inter oves locum praesta, Et ab haedis me sequestra, Statuens in parte dextra.     | Gewähre mir einen Ort unter den Schafen, scheide mich von den Böcken, stelle mich auf die richtige Seite.                          | Bei den Schafen gib mir Weide, Von der Böcke Schar mich scheide, Stell mich auf die rechte Seite.        |
| Confutatis maledictis, Flammis acribus addictis, Voca me cum benedictis.           | Wenn die Üblen verdammt und den grausamen Flammen übergeben sind, rufe mich mit den Seligen.                                       | Wird die Hölle ohne Schonung Den Verdammten zur Belohnung, Ruf mich zu der Sel’gen Wohnung.              |
| Oro supplex et acclinis, Cor contritum quasi cinis: Gere curam mei finis.          | Demütig und geneigt bete ich, das Herz zerrieben wie Asche, nimm meines Endes dich an.                                             | Schuldgebeugt zu Dir ich schreie, Tief zerknirscht in Herzensreue, Sel’ges Ende mir verleihe.            |
| Lacrimosa dies illa, Qua resurget ex favilla                                       | Ein Tränentag, jener Tag, an dem aus dem Feuerbrand aufsteht                                                                       | Tag der Zähren, Tag der Wehen, Da vom Grabe wird erstehen                                                |
| Iudicandus homo reus: Huic ergo parce Deus.                                        | der schuldige Mensch zum Gericht: Schone ihn also, o Gott,                                                                         | Zum Gericht der Mensch voll Sünden; Lass ihn, Gott, Erbarmen finden.                                     |
| Pie Iesu Domine, dona eis requiem. Amen.                                           | gütiger Herr Jesus, gib ihnen Ruhe. Amen.                                                                                          | Milder Jesus, Herrscher Du, Schenk den Toten ew’ge Ruh. Amen.                                            |

## Beispiele für Zitate
- Johann Wolfgang von Goethe: Faust I, 3.20: Dom (Volltext bei Wikisource)

## Vertonungen
Das Dies irae wurde erstmals im 13. Jahrhundert als Sequenz – eine Spätform des gregorianischen Chorals – vertont und wurde in dieser Form Bestandteil des Requiems.

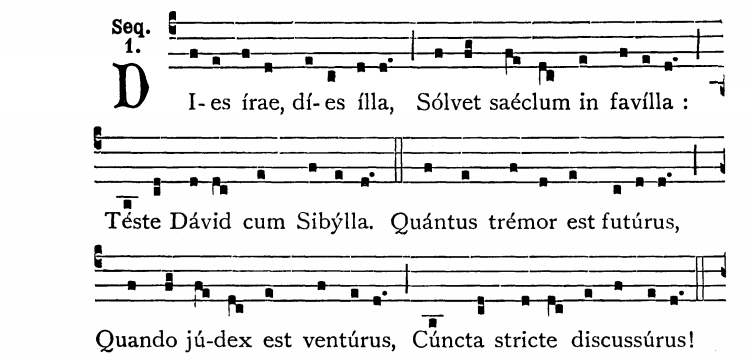
Das Dies irae im Liber Usualis. Hörbeispiel: Datei:Dies.irae.ogg

Bei späteren Kompositionen der Totenmesse wird das Dies irae zumeist in die Teile Dies irae, Tuba mirum, Liber scriptus, Rex tremendae, Recordare, Ingemisco, Confutatis und Lacrimosa untergliedert.
Die Komponisten verfahren mit der Anordnung der Sätze häufig recht frei, auch der Text des mittelalterlichen Hymnus wird nicht immer verwendet. Meistens hat der Dies-irae-Satz gewaltige Dimensionen. Hector Berlioz verwendet in seinem Requiem zum Beispiel 16 Pauken und vier Blechbläser-Chöre, die das Tuba mirum (Posaune, wundertönend durch die grabgewölbten Hallen) plastisch darstellen. Berlioz übernahm Abschnitte der alten Melodie in der Symphonie fantastique, sein Dies irae in der Grande Messe des Morts hingegen kommt ohne den Hymnus aus.
Auch sonst wird das gregorianische Dies-irae-Motiv häufiger in musikalischen Werken zitiert, wenn auf das Gericht Gottes oder auch einfach auf den Tod hingewiesen werden soll. Darunter sind durchaus auch sehr weltliche Kompositionen. Beispielsweise zitiert Jerry Goldsmith das Motiv in seiner Filmmusik zu Gremlins 2 – Die Rückkehr der kleinen Monster. Eine weitere Verwendung fand das Dies irae im Vorspann des Horrorfilms The Shining von Stanley Kubrick. Kubrick bediente sich hier einer Interpretation von Wendy Carlos.
Ingmar Bergman bediente sich für eine Sequenz seines mittelalterlichen Mysterienspiels Das siebente Siegel ebenfalls des Dies irae, hier untermalt es den Auftritt einer Flagellantenprozession.

## Beispiele für Vertonungen

### Zitate des gregorianischen Hymnus in der klassischen Musik
- Hendrik Andriessen: Libertas venit, Rhapsodie für Orchester (1954)
- Hector Berlioz: Parodie des Dies Irae in „Songe d’une nuit du Sabbat“ (Hexensabbat), 5. Satz der Symphonie fantastique op. 14 (1830)
- Lili Boulanger: mehrfaches Zitat des Dies Irae in „Pour les funérailles d’un Soldat“ für vierstimmigen gemischten Chor, Bariton solo und Orchester/Klavier (1912)
- Dirk Brossé: Oscar for Amnesty, Tone Poem for Symphonic Band (1987)
- Antoine Brumel: Missa pro defunctis (1516)
- George Chadwick: Tam O’Shanter, symphonische Ballade (1915)
- Aram Chatschaturjan: 2. Sinfonie, 3. Satz
- Marc-Antoine Charpentier: Dies irae H.12 (1670er Jahre)
- Frédéric Chopin: Regentropfen-Prélude
- Johann Nepomuk David: Es ist ein Schnitter, heißt der Tod (Dies Irae), Choralwerk X. Heft (1947)
- Michel-Richard Delalande, Dies irae S.31 (1690 & 1712)
- Paul Giger: Chartres für Violine solo
- Alexander Glasunow: Suite für Orchester Aus dem Mittelalter op. 79, 2. Satz (Scherzo)
- David Haladjian: Missa Memorium, 4. Satz – Tuba Mirum
- Hershy Kay: „Entrance of Magicians“ aus Cakewalk (Ballett über Themen von Louis Moreau Gottschalk, 1951)
- Edward Gregson: 2. Satz (Chorale and Variations) in Partita für Brassband (1971)
- Jürg Hanselmann: „Dies Irae“, Variationen für zwei Klaviere und Orchester (2005)
- Joseph Haydn: Adagio-Einleitung des 1. Satzes in der Symphonie Nr. 103
- Bertold Hummel: Jazzparodie des Dies Irae im 4. Satz „Hexensabbat“ der „Faustszenen“ für Bläser- und Schlagzeugensemble op. 72 (1979/85)
- Mauricio Kagel: „Finale mit Kammerorchester“ (1980/1981)[4]
- Franz Liszt: Totentanz. Paraphrase über Dies irae, Sinfonische Dichtung für Klavier und Orchester (1849)
- Horst Lohse: Dies Irae-Zitate im Hieronymus-Bosch-Zyklus, Teil 2: Die vier letzten Dinge (Quasi una Sinfonia da Requiem) (1996/97) für Orgel und großes Orchester, und Teil 3: Cave cave Dominus videt (2011/12) für Stimme und Orgel (Text: Michael Herrschel)
- Bohuslav Martinů: Památník Lidicím (Gedenkstück für Lidice) (1943), melodisches Zitat in den Klarinetten und Fagotten Takt 2–4
- Nikolai Mjaskowski: 6. Sinfonie (1921–1923/rev. 1947–1948), 4. Satz (neben dem Revolutionslied Ah! Ça ira)
- Arvo Pärt: Miserere (1989, unter Verwendung eines Dies-irae-Kompositionsentwurfs von 1976)
- Krzysztof Penderecki: Dies Irae – Oratorium zum Gedächtnis der Opfer von Auschwitz (1967)
- Gabriel Pierné: L’an mil – Symphonisches Gedicht für Orchester und Chor (1897), 1. Satz
- Sergei Rachmaninow:
  - Prélude cis-Moll op. 3 Nr. 2 (1882)
  - Sinfonie Nr. 1 d-Moll op. 13 (1896)
  - Die Toteninsel, Sinfonische Dichtung op. 29 (1909)
  - Rhapsodie über ein Thema von Paganini op. 43 für Klavier und Orchester (1934)
  - 3. Satz aus Sinfonische Tänze op. 45 (1940)
- Ottorino Respighi: „Butantan“ aus dem Zyklus Impressioni brasiliane für Orchester (1927)
- Camille Saint-Saëns:
  - Danse macabre, Sinfonische Dichtung op. 40 (1875)
  - 3. Sinfonie c-Moll (Orgelsinfonie) op. 78 (1886)
  - Theme, Variations & Choral on "le Dies Irae"
- Dmitri Schostakowitsch:
  - „Requiem“-Satz aus der Suite zur Filmmusik von Hamlet op. 32a (1932)
  - 14. Sinfonie für Sopran, Bass und Kammerorchester op. 135 (1969)
- Kaikhosru Shapurji Sorabji: Sequentia Cyclica super Dies irae ex Missa pro Defunctis, für Klavier (1948–1949)
- Pjotr Tschaikowski:
  - Nr. 4 (Trauermarsch) aus 6 Stücke über ein Thema op. 21 (1873)
  - eine Variation im 4. Satz der Suite Nr. 3 für Orchester G-Dur op. 55 (1884)
- Eugène Ysaÿe: Sonate Nr. 2 Obsession für Violine solo op. 27,2 (1924)
- Kurt Weill: 1. Satz (Andante con moto) des Konzerts für Violine und Blasorchester op. 12 (1924)
- Mieczysław Weinberg: 2. Satz (Allegro molto) aus der Sinfonie Nr. 17 op. 137 (1982–1984)
- Bernd Alois Zimmermann:
  - 2. Satz (Fantasia) des Konzerts für Violine und großes Orchester (1950)
  - Vorspiel (Preludio) der Oper Die Soldaten (1965)

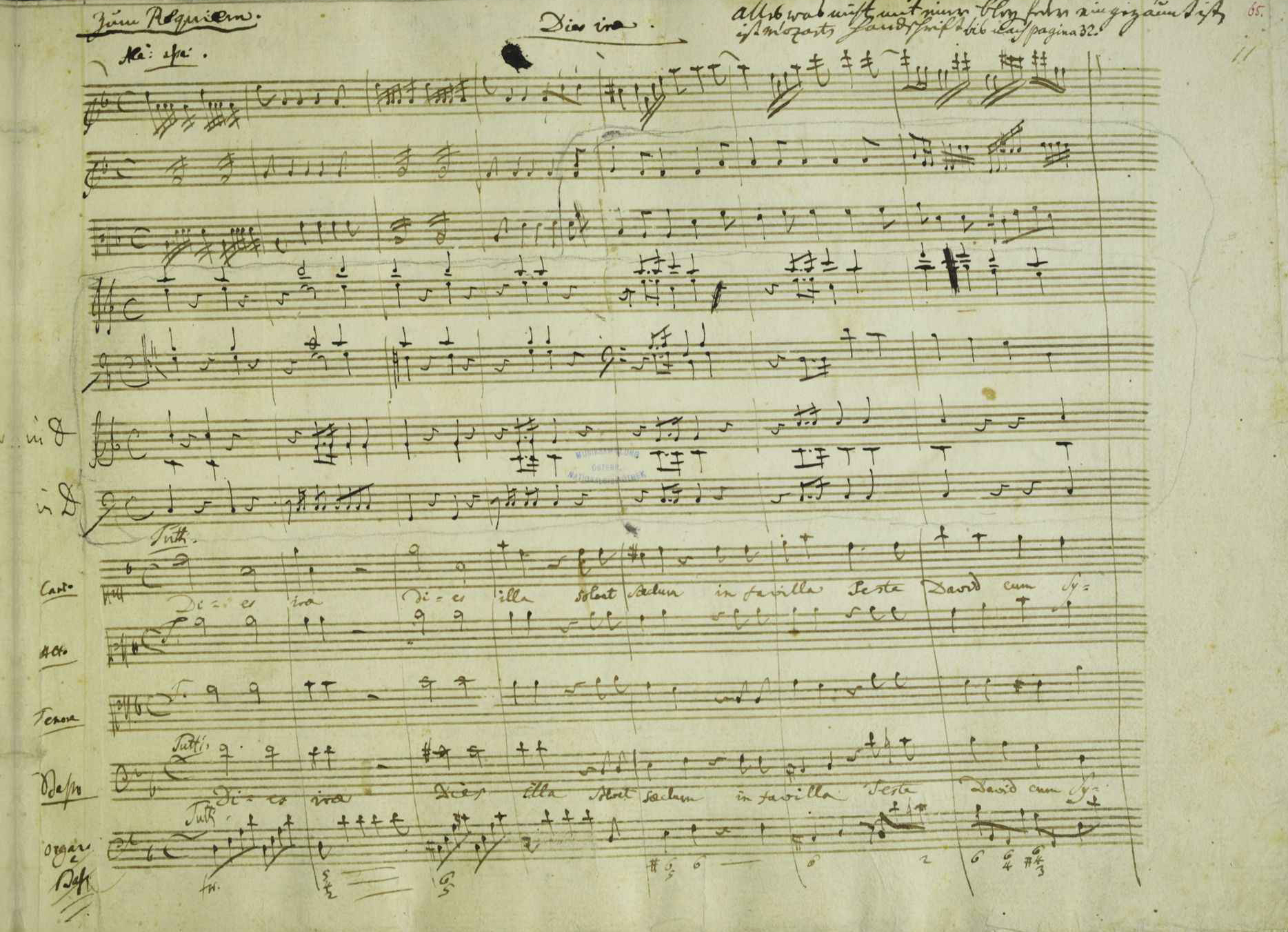
Das Autograph des Dies Irae aus W. A. Mozarts Requiem

### BekannteDies-irae-Sätze in Requiem-Kompositionen
- Hector Berlioz: Grande messe des morts, op. 5 (1837)
- Heinrich Biber: Requiem à 15 A-Dur (1687?)
- Benjamin Britten: War Requiem (1962)
- Alfred Bruneau: Requiem (1884–1888)
- Luigi Cherubini: Requiem
- Antonín Dvořák: Requiem op. 89 (1890)
- Asger Hamerik: Requiem op. 34 (1886/1887)
- Hans Werner Henze: Requiem
- Karl Jenkins: Requiem (2005)
- Zoltán Kodály: Dies irae
- Cyrillus Kreek: Requiem c-Moll, „Dies Irae“ (1927)
- Jean-Baptiste Lully: Dies irae (1683); komponiert anlässlich der Trauerfeier von Königin Marie-Thérèse[5]
- Wolfgang Amadeus Mozart: Requiem d-Moll KV 626 (1791)
- Marcus Paus: Requiem (2014)
- Ildebrando Pizzetti: Assassinio nella cattedrale, Oper (UA: 1. März 1958 im Teatro alla Scala Mailand)
- Zbigniew Preisner: Requiem dla mojego przyjaciela
- Max Reger: Lateinisches Requiem (Fragment, 1914)
- Camille Saint-Saëns: Requiem op. 54 (1878)
- Antonio Salieri: „Kleines“ Requiem c-Moll (1804)
- Franz von Suppè: Requiem (1855)
- Giuseppe Verdi: Messa da Requiem (1874)

### Zitate in der Filmmusik
- Wendy Carlos: Main Title (Shining, 1980)
- Danny Elfman: Nightmare Before Christmas
- Fried, Gerald: The Return of Dracula (Album: The Return of Dracula, I Bury the Living, The Cabinet of Caligari, Mark of the Vampire, Film Score Monthly 2004)
- Jerry Goldsmith:
  - Mephisto Waltz (Album: Mephisto Waltz)
  - Gremlins 2 – Die Rückkehr der kleinen Monster (Album:  Gremlins II)
  - Lionheart (Album:  Lionheart)
  - Looney Tunes: Back in Action (Album: Looney Tunes – Back in Action)
- Gottfried Huppertz: Metropolis (Stummfilmmusik, DVD: Metropolis, Ufa / Transit)
- Alan Menken: Paris Burning (Album: Der Glöckner von Notre Dame, Disney Records)
- Ennio Morricone: Dies Irae Psichedelico (Album: Ennio Morricone – Escalation OST)
- Howard Shore
  -  Keep It Secret, Keep It Safe (Album: Der Herr der Ringe – Die Gefährten, Reprise)
  -  Der Herr der Ringe – Die Rückkehr des Königs (Album: Der Herr der Ringe – Die Rückkehr des Königs, Reprise)
- Dimitri Tiomkin: Ist das Leben nicht schön?
- John Williams: Burning Homestead (Album: Star Wars Episode IV: Eine Neue Hoffnung)
- Francis Ford Coppola Bram Stokers Dracula (bei 1:20:39)
- Hans Zimmer
  - King of Pride Rock (Album: Der König der Löwen)
  - Pirates of the Caribbean – Fremde Gezeiten

### Zitate in populärer Musik
- Eden Weint Im Grab: Hure Babylon (Album: Apokalypse Galore, 2023, Dark Metal)
- Kirk Hammett: The Incantation (5:57–6:35, EP: Portals, 2022, Progressive Rock)

### Moderne Vertonungen des Textes
- Abigor: Kingdom of Darkness (Album: Verwüstung / Invoke the Dark Age, Black Metal)
- ASP: Requiem (Album: Requiembryo 2007)
- Clint Bajakian, Peter McConnel, Michael Z. Land: Indiana Jones and the Fate of Atlantis (Spielemusik)
- Beyond the Black: Dies Irae (Album: Lost In Forever, 2016, Symphonic Metal)
- Bathory: Dies Irae (Album: Blood Fire Death, Black Metal)
- Callejon: Dies Irae (Album: Metropolis, 2020, Metalcore)
- Dark Moor (Album: The Gates of Oblivion, 2002, Power Metal)
- Dissection: Starless Aeon (Album: Reinkaos, 2006, Melodic Death Metal)
- Hans-Ola Ericsson: Dies irae für Soli (TTBarBKontraB) und 12-stimmigen Chor, 1975
- Epica: Dies Irae (Album: The Classical Conspiracy, 2009, Symphonic Metal)
- Eurielle: City of the Dead (Album: Arcadia, 2015)
- Evanescence: Lacrymosa (Album: The Open Door, 2006)
- Juno Reactor: Conquistador I (Album: Labyrinth, 2004, Goa-Trance)
- Helga Pogatschar: Sequentia (Album: Mars Requiem, 1995, Post-Industrial)
- Helium Vola: Dies Irae (EP: In lichter Farbe steht der Wald, 2004)
- In Strict Confidence: In Favilla (Album: Exile Paradise, 2006)
- Lacrimosa: Die Schreie sind verstummt (Album: Echos, 2003)
- Libera: Dies Irae (Album: Libera, 1999)
- Luca Turilli’s Dreamquest: Gothic Vision (Album: Lost Horizons, Power Metal)
- Mantus: Dies Irae (Album: Fremde Welten)
- Guntram Pauli: Rock Requiem (1978)
- Rage: Dies Irae (Album: Unity, Heavy Metal)
- Rotting Christ: Dies Irae (Album: The Heretics, Black Metal)
- Schwarzer Engel: Der Zorn Gottes (Album: Apokalypse)
- Sigh: Salvation in Flame/Confutatis (Album: Hangman’s Hymn: Musikalische Exequien, Extreme Metal)
- Sky: Dies Irae (Single, Progressive Rock, 1980)
- Jim Steinman: Tanz der Vampire
- Subway to Sally: Tag der Rache (Album: Hochzeit, Folk Rock 1999)
- Symphony X: A Fool’s Paradise (Album: V – The New Mythology Suite, Progressive Metal; ferner enthält dieses Album noch eine Adaption des Dies Irae aus dem Verdi-Requiem)
- Thyrfing: Far Åt Helvete (Album: Farsotstider, 2005, Pagan Metal)
- Wolfenmond: Dies irae, Dies illa (Album: Flammenspiel und Schattenklang, 2004, Musik der Mittelalterszene)